# جزيرة دولاوونو
جزيرة دولاوونو وهي جزيرة من جزر إندونيسيا، وتقع في إقليم غورونتالو، ضمن أرخبيل سولاوسي.